# 亚当·弗里泽尔
亚当·弗里泽尔（英語：Adam Frizzell；1998年2月22日—）是一位蘇格蘭足球運動員，在場上的位置是翼鋒。他現在效力於蘇格蘭足球甲組聯賽球隊鄧巴頓。

## 球會生涯
弗里泽尔首場上場是2015年10月17日以2-0擊敗因弗内斯的比賽。
2018年3月30日，他被外借至利文斯顿至5月底。8月31日，他再被外借至蘇格蘭足球冠軍聯賽球會南部皇后至2019年1月，外借期間上場13次。
2019年10月，弗里泽尔被外借至蘇格蘭足球甲組聯賽球會鄧巴頓，首場比賽對福弗爾競技便打進兩球，以3-1取勝。
2019/20球季結束後，弗里泽尔與基马诺克合約完結而成為自由身。2020年10月他與鄧巴頓足球會簽下一份短期合約至2021年1月，永久轉會後首次上場對克莱德便打進致勝球。2021年1月，他的合約延長至季末。
2021年6月，他轉投艾迪爾人。